# Lapalisse
Lapalisse – miejscowość i gmina we Francji, w regionie Owernia-Rodan-Alpy, w departamencie Allier.

## Demografia
Według danych na rok 1990 gminę zamieszkiwały 3603 osoby, a gęstość zaludnienia wynosiła 109 osób/km². W styczniu 2015 r. Lapalisse zamieszkiwało 3267 osób, przy gęstości zaludnienia wynoszącej 98,8 osób/km².

## Populacja

Popoulacja miejscowości w latach 1962-2008